# Eurybia nicaeus
Eurybia nicaeus är en fjärilsart som beskrevs av Fabricius 1781. Eurybia nicaeus ingår i släktet Eurybia och familjen Riodinidae. Inga underarter finns listade i Catalogue of Life.

## Bildgalleri

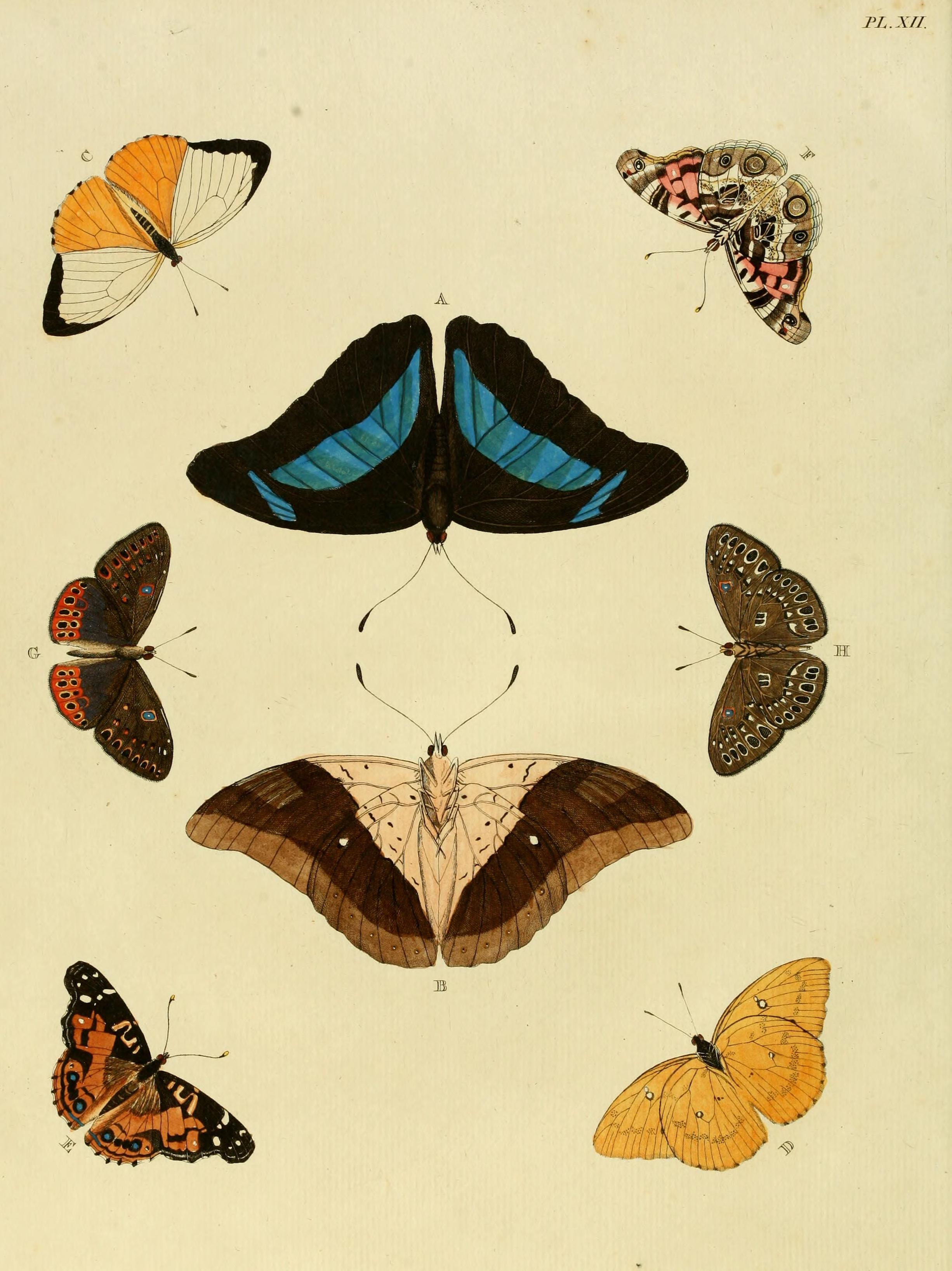
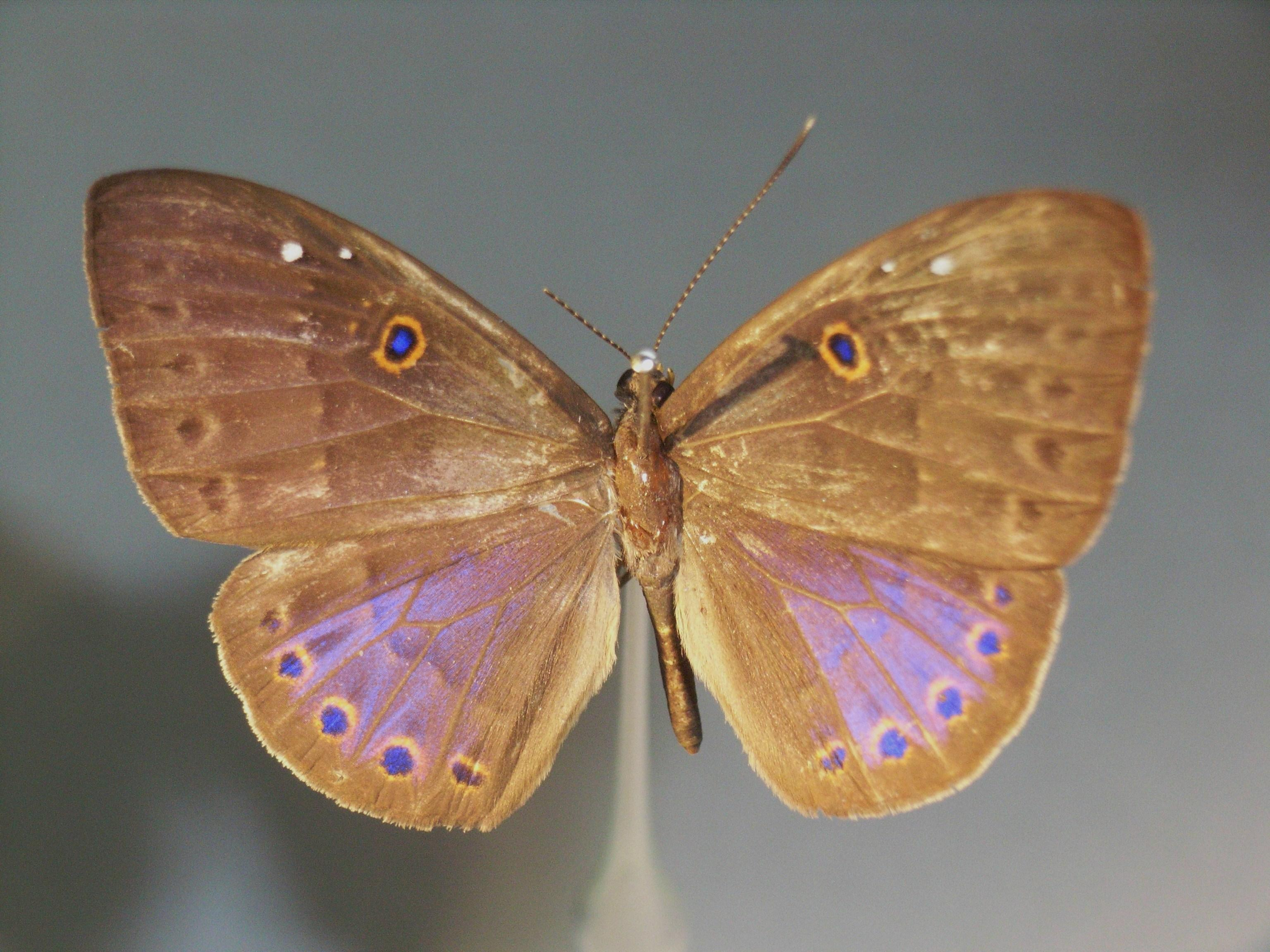